# Aichach-Friedberg
Aichach-Friedberg là một huyện ở bang Bayern, Đức. Huyện này giáp (từ phía tây bắc theo chiều kim đồng hồ) các huyện Augsburg, Donau-Ries, Neuburg-Schrobenhausen, Pfaffenhofen, Dachau, Fürstenfeldbruck và Landsberg, cũng như thành phố Augsburg.

## Lịch sử
Aichach-Friedberg đã có các bộ lạc Bayernn định cư từ thế kỷ 7. Vùng này đôi khi được gọi là cái nôi của Bayern, do lâu đài Wittelsbach nằm gần thành phố Aichach hiện nay. Đây là lâu đài tổ tiên của dòng họ Wittelsbach, dòng họ đã cai trị Bayern hàng ngàn năm. Lâu đài này đã bị san phẳng vào năm 1208, ngày nay chỉ còn lại phiến đá tưởng nhớ tại đây.
Friedberg được lập vào thế kỷ 13 để thu phí những người dùng cầu bắc qua sông Lech. Aichach đã trở thành một thị xã khoảng 100 năm sau. Năm 1862, hai huyện Aichach và Friedberg đã được thành lập. Hai huyện này đã được sáp nhập vào năm 1972 và thuộc vùng hành chính Swabia. Trong lịch sử Aichach-Friedberg không thuộc Swabia, mà thuộc Bayern cổ. Tên huyện ban đầu là Augsburg-Ost ("Augsburg Đông"), nhưng đã được đổi thành Aichach-Friedberg vào năm 1973.

## Địa lý
Huyện tọa lạc về phía đông thành phố Augsburg và gồm khu vực nông thôn với vài thị trấn. Sông Lech tạo thành ranh giới phía tây của huyện. Một con sông khác Paar (một chi lưu của Danube), chảy vào huyện này ở phía tây nam, chảy qua sông Aichach và rời huyện ở phía đông bắc.
Lãnh thổ này cũng được gọi là Wittelsbacher Land, do tòa lâu đài của Wittelsbach gần Aichach.

## Xã và đô thị
Thống kê đến ngày 31 tháng 12 năm 2013
| Đô thị                  | Phố thị                                                    | Công xã                                                                                      | |
| ----------------------- | ---------------------------------------------------------- | -------------------------------------------------------------------------------------------- | --- |
| 1. Aichach 2. Friedberg | 1. Aindling 2. Inchenhofen 3. Kühbach 4. Mering 5. Pöttmes | 1. Adelzhausen 2. Affing 3. Baar 4. Dasing 5. Eurasburg 6. Hollenbach 7. Kissing 8. Merching | 1. Obergriesbach 2. Petersdorf 3. Rehling 4. Ried 5. Schiltberg 6. Schmiechen 7. Sielenbach 8. Steindorf 9. Todtenweis |

## Thành phố kết nghĩa
- Affing: Lobez (Ba Lan)
- Aichach: Brixlegg (Áo), Gödöllö (Hungary), Schifferstadt (Đức)
- Aindling: Avord (Pháp)
- Dasing: Siedlce (Ba Lan)
- Friedberg: Bressuire (Pháp), Chippenham (Anh), Friedberg (Áo), La Crosse (USA), Völs am Schlern (Ý)
- Hollenbach: Contest (Pháp)
- Kühbach: dự định với Balatonföldvár (Hungary)
- Mering: Ambérieu-en-Bugey (Pháp)
- Pöttmes: La Haye-Pesnel (Pháp)
- Schiltberg: Schwertberg (Áo)
- Sielenbach: Saint-Fraimbault-de-Prières (Pháp)
- Zahling-Obergriesbach: Zahling-Eltendorf (Áo)